# Прилагателно име
Прилагателното име, наричано понякога за краткост само прилагателно, е част на речта, която означава признак, качество или свойство на предметите и обикновено функционира като определение на някое съществително име. В някои езици, включително българския, прилагателните се съгласуват със съществителните, които определят. В тези случаи те получават някои или всички от граматическите категории на съществителните. По този начин в българския език прилагателните се изменят по род, число и определеност. Като основна форма на прилагателните имена се дава формата за м.р. ед.ч.

## Семантика
Има два вида прилагателни имена: качествени и относителни.
- Качествените прилагателни показват признака на предмета, който му е вътрешно присъщ и характеризира предмета сам по себе си, без отношение към други предмети. Тези прилагателни означават: размер (голям, дебел), цвят (син, червен), вкус (кисел, солен), физически свойства (твърд, горещ), лични качества (смел, умен). В българския и латинския език прилагателните имена имат три степени за сравнение: положителна, сравнителна и превъзходна степен (голям, по-голям, най-голям). Някои качествени прилагателни не се степенуват (например жив).
- Относителните прилагателни означават признак на предмет, който не е вътрешно присъщ, а бива придобит само благодарение на отношението си с други предмети. Такива признаци могат да бъдат: място на предмета (планински орел); вещество, от което е направен предметът (златни обици, желязна врата); предназначение на предмета (готварска печка, превозно средство); принадлежност на предмета (бащино огнище, руски език); пространствено разположение на предмета (заден двор, среден апартамент, десен волан); време, свързано с предмета (годишен договор, пролетен ден, нощен режим). Относителните прилагателни не се степенуват.

## Степенуване
Тази граматическа категория притежава три члена: положителна степен (добър), сравнителна степен (по-добър), превъзходна степен (най-добър). Освен прилагателни в българския език могат да се степенуват и наречия (по-добре, най-добре), съществителни (Бъди по човек), глаголи (Най обичам шоколад).
Не се степенуват относителните прилагателни.
Частиците по и най са самостойни думи и имат собствено ударение (по́-добъ́р).

## В българския език

### Правопис
- Относителните прилагателни имена, които означават принадлежност и се образуват от съществителни собствени имена, се пишат с главна буква (Омиров герой, Вазови стихотворения). Образуват се с наставката -ов.
- Прилагателни имена, които са образувани с наставката -ски от съществителни собствени имена, се използват като качествени прилагателни (не изразяват притежание) и се пишат с малка буква (ботевски патос, вапцаровска диалогичност). Относителни прилагателни имена, които са имена на континенти, държави, градове и села, се образуват с наставката -ски и също се пишат с малка буква (европейски, френски, софийски). Някои качествени прилагателни (неизразяващи притежание) се образуват с наставката -ов и се пишат с малка буква (това са предимно термини: брауново движение, волтова дъга).
- Чертица (-) след по и най е прието да се пише само в случаите, когато се степенуват прилагателни или наречия.
- Двойно Н (НН)

Качествените прилагателни имена, които в мъжки род ед.ч. завършват на НЕН, във формите за ж.р. ед.ч., ср.р. ед.ч., а също и в множествено число се пише с двойно Н:
1. странен: странна, странно, странни;
2. старинен: старинна, старинно, старинни;
3. съвременен: съвременна, съвременно, съвременни (съвременник, съвременници).

Относителните прилагателни имена, които в м.р. ед.ч. завършват на НЕН, приемат окончания за съответния род и число без изпадането на гласната Е:
1. глинен: глинена, глинено, глинени;
2. платинен: платинена, платинено, платинени;
3. маслинен: маслинена, маслинено, маслинени.